# Neuseeländisches Englisch
Neuseeländisches Englisch ist die Variante der englischen Sprache, die in Neuseeland gesprochen wird. Neuseeländisches Englisch zeichnet sich vor allem durch eine vom britischen und amerikanischen Englisch auffällig abweichende Aussprache aus, vor allem bei den Vokalen wie dem /ɪ/-Laut in Wörtern wie kit oder fish. Daher witzeln manche Australier, dass Neuseeländer fish and chips wie fush and chups aussprechen. Auch der Vokal in Wörtern wie pen oder bet wird im neuseeländischen Englisch anders als z. B. im britischen und amerikanischen Englisch artikuliert, so dass er fast an ein [ɪ] in kit erinnert. Diese Eigenheit führt gelegentlich zu Missverständnissen zwischen Neuseeländern und Englischsprechern aus anderen Ländern, weil pen eher wie pin und bet eher wie bit klingt.
Außerdem enthält der Wortschatz des neuseeländischen Englisch einer Reihe von Wörtern, die aus dem Māori entlehnt sind. Das bekannteste Beispiel ist sicher Kiwi, das auch Eingang in andere Varianten des Englischen und in andere Sprachen wie das Deutsche gefunden hat. Andere Lehnwörter aus dem Māori beziehen sich auf die einzigartige Tier- und Pflanzenwelt Neuseelands. Viele geografische Namen stammen ebenfalls aus dem Māori, z. B. Cape Reinga / Te Rerenga Wairua und Tiwai Point.

## Geschichte
Die ersten Einwohner Neuseelands waren die Māori, die aus der pazifischen Inselregion Polynesien stammten und Neuseeland um 925 unserer Zeitrechnung entdeckten. Um 1150 kann man von fest etablierten Siedlungen der Māori auf Neuseeland ausgehen. Der erste Europäer, der Neuseeland entdeckte, war der Niederländer Abel Tasman 1642.
Bis zur Ankunft der englischen Siedler war Māori die einzige Sprache, die auf den neuseeländischen Inseln gesprochen wurde. Die Geschichte des Englischen in Neuseeland begann mit der Ankunft Captain Cooks 1769-1770. Ab 1790 folgten dann europäische Walfänger und Händler, die in Neuseeland siedelten. Neuseeland wurde jedoch erst 1840 offizielle Kolonie Großbritanniens, nach dem Vertrag von Waitangi zwischen der britischen Krone und Māori-Häuptlingen. Darauf folgte eine rasch zunehmende Immigration von europäischen Siedlern, von nur 2000 im Jahr 1840 über 25.000 im Jahr 1850. 1900 waren es bereits 750.000 Immigranten.
Man unterscheidet in der Regel drei Einwanderungswellen nach Neuseeland, von denen jede einen Einfluss auf das Englisch in Neuseeland hatte. Die erste Phase war von 1840 bis 1860, während der eine Reihe von Organisationen Siedler nach Neuseeland brachten. So etablierte z. B. die New Zealand Company erste Siedlungen im heutigen Wellington und Nelson, hauptsächlich mit Siedlern aus London und dem Südosten Englands. Auf der Südinsel wurde Otago von schottischen Einwanderern besiedelt, während frühe Siedler in Canterbury eher anglikanisch waren. Die zweite Phase begann 1860, als in Neuseeland Gold gefunden wurde. Den Goldfunden folgte eine dramatisch ansteigende Zahl von Einwanderern, vor allem in Otago und an der Westküste der Südinsel. Viele dieser Einwanderer stammten aus Australien. Die dritte Einwanderungswelle begann 1870, als man versuchte, die Einwanderung staatlich zu steuern. Viele Einwanderer aus dieser Zeit stammten aus dem Süden Englands. 1890 überstieg die Zahl der in Neuseeland geborenen Neuseeländer die Zahl der Einwanderer. Ab diesem Punkt, so kann man annehmen, ist der Einfluss der geborenen Neuseeländer auf die englische Sprache größer als die der Einwanderer aus Großbritannien und Australien.
Obwohl es einige Aussagen zur Herkunft der Immigranten nach Neuseeland gibt, muss man wissen, dass diese nur grobe Schätzungen sind. Linguisten und Historiker können dafür lediglich auf Schiffsaufzeichnungen, Militäraufzeichnungen und Todesfallregister zurückgreifen. Auch die Schiffsaufzeichnungen sind nicht notwendigerweise verlässlich, weil man nicht davon ausgehen kann, dass alle Passagiere eines Schiffes, das in einem englischen Hafen startete, notwendigerweise Engländer sind. Auch gab es lange keine direkten Schiffslinien nach Neuseeland, so dass viele Immigranten zunächst in Australien landeten.
Klar ist jedoch, dass Neuseeland anfänglich fast ausschließlich von Briten besiedelt wurde. Die am häufigsten zitierten Zahlen zur Einwanderung in Neuseeland sind die Ergebnisse der Volkszählung in Neuseeland von 1871. Danach stammten 51 % der Einwanderer aus England (wobei zu vermuten ist, dass darunter auch Waliser waren), 27,3 % aus Schottland und 22 % aus Irland.
Die soziale Herkunft der frühen Siedler war relativ homogen, viele der Immigranten hatten einen Hintergrund als Arbeiter oder landwirtschaftliche Beschäftigte oder stammten aus der unteren Mittelschicht. Im Gegensatz zu Australien war Neuseeland auch keine Sträflingskolonie, so dass die Großzahl der Einwanderer Siedler waren. Auch regionale Unterschiede bildeten sich im neuseeländischen Englisch nur wenige heraus, mit der Ausnahme der Südinsel Neuseelands, wo sich eine größere Zahl von Schotten niederließ.
Als wichtige historische Einflussfaktoren auf das neuseeländische Englisch sind schließlich noch das Englisch in Australien sowie das Māori zu nennen. Durch die engen Beziehungen zwischen Neuseeland und Australien und durch die Einwanderung vieler Australier nach Neuseeland haben neuseeländisches und australisches Englisch einige Ähnlichkeiten. Seit Ende des 20. Jahrhunderts ist jedoch eine deutliche Auseinanderentwicklung zu beobachten.
Māori dürfte die wichtigste nicht-europäische Sprache sein, die auf das neuseeländische Englisch Einfluss hatte. Im Gegensatz zu Australien bildete sich in Neuseeland kein Pidgin, das als Verständigungsmittel zwischen Māori und Neuseeländern europäischer Herkunft diente. Das lag zum einen daran, dass es in Neuseeland mit Māori eine einheitliche Sprache und Kultur gab, mit denen die europäischen Siedler konfrontiert waren, nicht eine Vielzahl von Gruppierungen, Sprachen und Dialekten wie in Australien. Außerdem erhielten die Māori schon früh Zugang zum neuseeländischen Bildungssystem und erlernten so Englisch, während umgekehrt neuseeländische Beamte Māori lernten. Durch den engen Kontakt des Englischen mit Māori gingen viele Lehnwörter aus dem Māori in die englische Sprache in Neuseeland ein.
Das neuseeländische Englisch in Abgrenzung zu anderen Varietäten des Englischen wie dem britischen Englisch wurde erstmals 1912 von Frank Swinnerton beschrieben, der das neuseeländische Englisch als „sorgfältig moduliertes Gemurmel“ beschrieb. Vermutlich gab es schon zuvor Unterschiede, die wohl früh entstanden sind, bedingt durch den Einfluss der Sprache der Māori auf das Englische, speziell Namen für Orte und für Pflanzen und Tiere, die einzigartig in Neuseeland sind und deshalb im Englischen keine entsprechende Bezeichnung hatten.

## Regionale und soziale Variation
Regionale Unterschiede sind eher gering. Es gibt zwar unter Laien die Ansicht, dass es deutliche regionale Unterschiede gibt, aber diese wurden durch linguistische Forschungen bisher nicht belegt. Die einzige Ausnahme ist der Süden der Südinsel, wo man einen unterscheidbaren Akzent hört, der sich durch ein gerolltes ‚r‘ auszeichnet, der sogenannte Southland burr. Dieser Akzent geht auf die vielen schottischen Einwanderer in diesem Gebiet zurück.
Soziale Klassenunterschiede sind im neuseeländischen Englisch deutlich hörbar. So unterscheidet die Sprachwissenschaft zwischen Cultivated New Zealand English, General New Zealand English und Broad New Zealand English, die jeweils höheren, mittlern und unteren sozialen Klassen zugeordnet werden können. Die Unterschiede zwischen diesen Varianten sind vor allem in den Vokalen hörbar, wobei Cultivated New Zealand English am nächsten zur britischen Standardaussprache Received Pronunciation (RP) ist und Broad New Zealand English am weitesten davon entfernt ist.

## Phonetik und Phonologie

### Konsonanten
Die Konsonanten des neuseeländischen Englisch entsprechen in etwa dem, was man aus dem britischen Englisch kennt:
|                        | bilabial | bilabial | labio- dental | labio- dental | dental | dental | alveolar | alveolar | post- alveolar | post- alveolar | retroflex | retroflex | palatal | palatal | velar | velar | uvular | uvular | pha- ryngal | pha- ryngal | glottal | glottal |
| ---------------------- | -------- | -------- | ------------- | ------------- | ------ | ------ | -------- | -------- | -------------- | -------------- | --------- | --------- | ------- | ------- | ----- | ----- | ------ | ------ | ----------- | ----------- | ------- | ------- |
| stl.                   | sth.     | stl.     | sth.          | stl.          | sth.   | stl.   | sth.     | stl.     | sth.           | stl.           | sth.      | stl.      | sth.    | stl.    | sth.  | stl.  | sth.   | stl.   | sth.        | stl.        | sth.    |         |
| Plosive                | p        | b        |               |               |        |        | t        | d        |                |                |           |           |         |         | k     | g     |        |        |             |             |         |         |
| Nasale                 |          | m        |               |               |        |        |          | n        |                |                |           |           |         |         |       | ŋ     |        |        |             |             |         |         |
| Vibranten              |          |          |               |               |        |        |          | r        |                |                |           |           |         |         |       |       |        |        |             |             |         |         |
| Taps/Flaps             |          |          |               |               |        |        |          |          |                |                |           |           |         |         |       |       |        |        |             |             |         |         |
| Frikative              |          |          | f             | v             | θ      | ð      | s        | z        | ʃ              | ʒ              |           |           |         |         |       |       |        |        |             |             | h       |         |
| Affrikate              |          |          |               |               |        |        |          |          | t͡ʃ             | d͡ʒ             |           |           |         |         |       |       |        |        |             |             |         |         |
| Approximanten          |          |          |               |               |        |        |          | ɹ        |                |                |           |           |         | j       |       |       |        |        |             |             |         |         |
| laterale Approximanten |          |          |               |               |        |        |          | l        |                |                |           |           |         |         |       |       |        |        |             |             |         |         |

Es gibt jedoch einige Phänomene, die für das neuseeländische Englisch charakteristisch sind:
- Das neuseeländische Englisch ist nicht-rhotisch. Ausnahme ist die Südregion der Südinsel, wo es durch den Einfluss des schottischen Englisch der Einwanderer auch rhotische Varianten des Englischen gibt.
- Die phonetische Realisation von /r/ variiert, neben [r] findet man auch leicht retroflexe r-Laute [ɹ].

### Vokale

#### Monophthonge
Die Vokale des neuseeländischen Englisch entsprechen etwa den Vokalen des britischen Englisch, allerdings mit einigen Abweichungen in der konkreten phonetischen Realisierung. Die folgenden Darstellungen folgen dem Linguisten Laurie Bauer und anderen, die die IPA-Symbole für die Beschreibung der neuseeländischen Vokale angepasst haben:
|             | Vorne | Vorne | Zentral | Zentral | Hinten | Hinten |
| Kurz        | Lang  | Kurz  | Lang    | Kurz    | Lang   |        |
| ----------- | ----- | ----- | ------- | ------- | ------ | ------ |
| Geschlossen | e     | iː    |         | ʉː      | ʊ      | oː     |
| Mittel      | ɛ     |       | ə       | ɵː      | ɒ      |        |
| Offen       |       |       | ɐ       | ɐː      |        |        |

Misst man die Vokale akustisch oder untersucht die Zungenposition im Mundraum, so ergeben sich Unterschiede zum britischen und auch zum amerikanischen und australischen Englisch. Die Vokale im Broad New Zealand English und auch im General New Zealand English sind nämlich das Ergebnis einer deutlichen Vokalverschiebung, einer neuen Entwicklung seit etwa 1960, die heute noch anhält. So verschiebt sich der Artikulationsort der Vokale:

Monophthonge des neuseeländischen Englisch, aus.

Eine der auffälligsten Lautverschiebungen ist die Verschiebung des Vokals in bit in Richtung Schwa ([ə]). Australier sollen deshalb angeblich witzeln, dass Neuseeländer fish and chips wie fush and chups aussprechen, während Australier es mit einem sehr hohen /i/-Laut eher wie feesh and cheeps aussprechen.
Der Vokal in Wörtern wie bed, ten oder dem Namen Ben wird im neuseeländischen Englisch sehr hoch artikuliert, so dass er fast wie ein [ɪ] in kit klingt. Diese Eigenheit führt gelegentlich zu Missverständnissen zwischen Neuseeländern und Englischsprechern aus anderen Ländern, weil letter eher wie litter, pen eher wie pin, pet eher wie pit und bet eher wie bit klingt. Langvokale wie /i:/ in fleece und /u:/ in goose werden im neuseeländischen Englisch teilweise so realisiert, dass sie fast wie Diphthonge klingen. In extrem breiter Aussprache klingt der Laut in goose damit fast wie in goat. feet klingen dann eher wie fuh-eet [fɪə].
Ein für Neuseeland typisches Merkmal ist außerdem die Aussprache des Vokals in Worten wie chance und dance. In Neuseeland werden Wörter wie diese mit einem langen, dunklen a ([ɑː]) wie in car ausgesprochen, also eher wie in Südengland. In Australien hingegen wird der Vokal häufiger gesprochen wie ([æ]) in rat, also ähnlich wie im Amerikanischen oder Nordenglischen.

#### Diphthonge
Neben den reinen Vokalen hat das neuseeländische Englisch mehrere Diphthonge: /əi, eə, ʊə, aʊ, ei, ai, oʊ/. Bei vielen dieser Diphthonge ist die Lippenbewegung jedoch im neuseeländischen Englisch geringer als z. B. im RP. Lautverschiebungen führen dazu, dass manche Wörter nun identisch ausgesprochen werden, wie chair, das gleich gesprochen wird wie cheer (beide [t͡ʃɪə̯]), oder auch bear, das gleich wie bear ([bɪə̯]) gesprochen wird. Allerdings hängen solche Aussprachen von der Stärke des Akzents und der Region in Neuseeland ab.

#### Zusätzliches Schwa
Wie im australischen Englisch fügen manche Neuseeländer ein Schwa in die Aussprache mancher Wörter ein, wie in grown, thrown und mown, was zu grow-en [ˈɡɹɐʉ̯ən], throw-en [ˈθɹɐʉ̯ən] und mo-wen [ˈmɐʉ̯ən] führt. Wörter wie groan, throne und moan [-ɐʉ̯n] bleiben dagegen unverändert, und im Gegensatz zum britischen Englisch sind diese Wortpaare demnach voneinander unterscheidbar.

### Intonation
Neuseeländer heben oft gegen Ende eines Satzes die Tonhöhe an, was auch einen Aussagesatz wie eine Frage klingen lässt. Diese Intonationscontour wird mit High Rising Terminal (HRT) bezeichnet.

### Aussprache der Māori-Lehnwörter
Viele Lehnwörter aus dem Māori wurden während des 19. und 20. Jahrhunderts anglisiert, d. h. wie englische Wörter ausgesprochen. Seit sich in den 1980er Jahren ein Bewusstsein für die Sprache der Māori stärker ausgebreitet hat, wird mehr Wert auf eine Aussprache gelegt, die möglichst nah am Ursprungswort in Māori ist. Die anglisierte Aussprache hält sich allerdings oft unter Ortsansässigen, so dass man an einer Aussprache nah am Māori oft einen Ortsfremden erkennt.
Beispiele sind:
| Wort                    | Māori-Aussprache | Anglisierte Aussprache |
| ----------------------- | ---------------- | ---------------------- |
| Aotearoa (Neuseeland)   | [aɔ'tɛaɾɔa]      | [ɐ:ətæeə'ɺo:ə]         |
| katipo (giftige Spinne) | [kati'pɔ:]       | ['kɛtipɐʉ]             |
| manuka (Baumart)        | [ma:nʉka]        | ['mɘ'nʉ:kə]            |

Ferner gibt es eine Tendenz unter Sprechern des neuseeländischen Englisch, Māori-Wörter abzukürzen:
- Paraparaumu: oft nur Parapram
- Waimakariri (Fluss): oft nur Waimak
- Wainuiomata: oft nur Wainui

Verfechter einer korrekten Māori-Aussprache solcher Lehnwörter missbilligen solche Abkürzungen.

## Grammatik
Das neuseeländische Englisch hat auf der Ebene der Grammatik nicht so viele Eigenarten wie auf der Ebene der Aussprache und des Wortschatzes, die spezifisch für das neuseeländische Englisch allein sind. Es gibt einige Nicht-Standard-Phänomene wie die Verwendung von will statt shall oder die Verwendung von bestimmten Partizipien, jedoch findet man dies auch im australischen Englisch.

### Modalverben
Während das britische Englisch für die ersten Person I und we tendenziell noch shall verwendet, wird im neuseeländischen Englisch wie auch im australischen Englisch will für alle Personen verwendet. Spezifisch für das neuseeländische Englisch ist die gelegentliche Verwendung von shall im Sinne von sollen, eventuell ein Erbe aus dem schottischen Englisch.

### Partizipien und Vergangenheitsformen
Neuseeländer tendieren dazu, einige Partizipien und Past-Tense-Formen abweichend vom britischen Englisch zu verwenden, so z. B. come statt came für Past Tense, done statt did oder rung als Past Tense für ring statt britisch rang.

### Pronomen
She wird sehr gern benutzt anstatt it als Subjekt eines Satzes, vor allem, wenn ein solcher kurzer Satz mit diesem Subjekt beginnt. She’s right. ist ein allgemeines Lob, beispielsweise eines Barbecues, oder She’ll be right. sinngemäß wie Das geht in Ordnung. Ferner findet man Ausdrücke wie yous bei Schulkindern in Canterbury oder you guys als Formen für die zweite Person Plural (dt. 'Ihr').

## Wortschatz
Siehe auch Liste neuseeländischer Wörter und Redewendungen
Das neuseeländische Englisch hat mit den anderen Varianten des Englischen einen gemeinsamen Wortschatz. Es gibt aber auch eine große Zahl von Wörtern, die nur im neuseeländischen Englisch existieren, manche nur in Neuseeland und Australien, aber nicht im britischen oder amerikanischen Englisch. Dies sind vor allem Wörter, die sich auf die Flora und Fauna Neuseelands beziehen. Auffällig ist im neuseeländischen Englisch auch der Einfluss des Māori.

### Māori-Einfluss
Viele Namen der einheimischen Pflanzen- und Tierwelt sind direkt dem Māori entnommen. Bekanntestes Beispiel ist wohl der Kiwi. Der Einfluss des Māori zeigt sich auch bei Namen für neuseeländische Vögel wie der Kea, Kaka, eine Papageienart, Tui oder Kokako, ebenso bei Namen für Fische wie der Kahawai. Auch viele Pflanzen haben aus der Sprache der Māori stammende Namen, wie zum Beispiel die Eibenarten Kahikatea, Rimu und Totara oder Manuka, die Südseemyrte.
Das Wort Kiwi hat im Laufe der Jahre verschiedene zusätzliche Bedeutungen erhalten; am weitesten verbreitet ist wohl die Eigenbezeichnung für Neuseeländer und alles Neuseeländische, beispielsweise einer Bank namens Kiwibank oder der staatlichen Rentenversicherung namens Kiwisaver. Die Kiwifrucht hingegen wird stets als solche bezeichnet (kiwi fruit); eine Bezeichnung nur als Kiwi kann zu Missverständnissen führen.
Viele Māori-Wörter und Redewendungen, die die Kultur und Gesellschaft der Māori beschreiben, sind ebenfalls Bestandteil des Wortschatzes des neuseeländischen Englisch geworden. Dazu zählen z. B. tangi (dt. 'Beerdigung, Trauerfeier'), pa (dt. 'befestigtes Dorf') oder kai (dt. 'Essen'). Mit Ausnahme der großen Städte gehen viele Ortsnamen auch auf Māori zurück, z. B. Cape Reinga / Te Rerenga Wairua und Tiwai Point. Kia ora ist ein Ausdruck guten Willens und wird z. B. am Telefon als Begrüßung gebraucht. Auch der Ausdruck pakeha für 'weißer Neuseeländer, Nicht-Māori' hat Eingang in das neuseeländische Englisch gefunden.
Viele Neuseeländer achten bei Lehnwörtern aus dem Māori inzwischen auch darauf, dass sie inkorrekte Pluralbildungen vermeiden: Der Plural lautet Māori, nicht Māoris. Meist bleiben Māori-Wörter im Plural unverändert, stattdessen wird der Plural durch den Artikel angezeigt: te für Singular (= der/die/das), ngā für Plural.
Seit die Sprache der Māori Amtssprache ist und beispielsweise Webseiten der öffentlichen Hand zweisprachig sein müssen oder auch Gesetzestexte in beiden Sprachen veröffentlicht werden, hat der Einfluss des Māori auf das neuseeländische Englisch zugenommen.

### Wortbildungen
Neben Entlehnungen aus dem Māori findet man im neuseeländischen Englisch auch englischbasierte Wortbildungen, die für Neuseeland typische Gegebenheiten beschreiben. So werden nicht alle Tier- und Pflanzenarten ausschließlich durch Māori-Wörter bezeichnet, sondern es gibt auch Beispiele, wo Wortschöpfungen aus dem Englischen bevorzugt werden. So gibt es etwa bush hen für eine neuseeländische Rallenart oder cabbage tree statt ti kouka. Weitere Wortbildungen beziehen sich auf Alltagssituationen in Neuseeland wie farm bike (Motorrad auf neuseeländischen Farmen) oder freezing works (Ort, wo Tiere für den Export geschlachtet und eingefroren werden).
Ein sehr auffälliges Merkmal, das das neuseeländische Englisch mit den australischen Englisch teilt, ist die Tendenz, Wörter abzukürzen und die Suffixe -y oder -ie anzuhängen, vor allem in Umgangssprache oder im Slang, z. B. shornie (für ein frisch geschorenes Schaf), roughie oder roughy für ein Schaf, das die Schafschur versäumt hat, oder water joey (Fahrer eines Wassertanks).

### Wörterbücher
1998 hat Oxford University Press ein Wörterbuch des neuseeländischen Englisch (Dictionary of New Zealand English) publiziert, das (nach Angabe des Verlags) auf einer mehr als 40-jährigen Forschung basiert.

## Rechtschreibung
Es gibt zahlreiche Unterschiede zwischen der britischen und der amerikanischen Schreibweise, wie bei colour / color oder travelled / traveled. Im Allgemeinen folgt die neuseeländische Rechtschreibung den britischen Konventionen. Es gibt jedoch auch Beispiele, dass Universitäten ihren Studenten eine Wahl geben, ob sie der britischen oder der amerikanischen Rechtschreibung folgen, vorausgesetzt, es ist konsistent durchgehalten.
Ein offensichtlicher Unterschied zwischen der neuseeländischen und britischen Rechtschreibung ist bei der Endung -ise beziehungsweise -ize zu sehen: Neuseeländer verwenden ausschließlich die Endung -ise, Amerikaner und Kanadier -ize, während die Briten (und auch die Australier) beide benutzen.

## Diskurs
Weit verbreitet ist eh, das an das Satzende angehängt wird. Das eh ersetzt Question Tags wie isn’t it am Satzende, oder auch is it, wasn’t it usw.

## Beispiele
Einige Hörproben können auf der Website des IDEA International Dialects of English Archive gefunden werden.

### Allgemeine Beschreibungen
- Kate Burridge, Bernd Kortmann (Hrsg.): Varieties of English 3. The Pacific and Australasia. Mouton de Gruyter, Berlin/New York 2008, ISBN 978-3-11-019637-5.
- Elizabeth Gordon, Lyle Campbell, Jennifer Hay, Margaret Maclagan, Andrea Sudbury, Peter Trudgill: New Zealand English: Its Origins and Evolution. Cambridge University Press, Cambridge 2004, ISBN 0-521-64292-2.
- Klaus Hansen, Uwe Carls, Peter Lucko: Die Differenzierung des Englischen in nationale Varianten: eine Einführung. Erich Schmidt, Berlin 1996, ISBN 3-503-03746-2.
- Jennifer Hay, Margaret A. Maclagan, Elizabeth Gordon: New Zealand English. Edinburgh University Press, 2008, ISBN 978-0-7486-2530-7.

### Wörterbücher
- Harry W. Orsman, Simon Cauchi: The Dictionary of New Zealand English. A dictionary of New Zealandisms on historical Principles. Oxford University Press, Auckland 1997, ISBN 0-19-558347-7.
- Harry W. Orsman: A Dictionary of Modern New Zealand Slang. Oxford University Press, Auckland 1999, ISBN 0-19-558408-2.
- Harry W. Orsman, Nelson Wattie: The Reed Dictionary of New Zealand English. Reed, Auckland 2001, ISBN 0-7900-0752-5.
- John Macalister: A Dictionary of Maori Words in New Zealand English. Oxford University Press, Auckland 2005, ISBN 0-19-558495-3.